# 정규방정식
정규방정식(Normal equation 혹은 Ordinary least squares 혹은 linear least squares)은 통계학에서 선형 회귀상에서 알지 못하는 값(parameter)를 예측하기 위한 방법론이다.

## 경사 하강법과의 비교
경사 하강법과 마찬가지로 예측 알고리즘에 해당한다. 경사 하강법이 수학적 최적화 알고리즘으로서 적절한 학습비율(learning rate)를 설정해야하고 많은 연산량이 필요하지만 정규방정식에는 그와 같은 단점이 없다는 장점이 있다. 하지만 정규방정식은 행렬 연산에 기반하기 때문에 피처의 개수가 엄청나게 많을 경우 연산이 느려지는 것을 피할 수 없다. 하지만 경사 하강법은 아무리 많은 피쳐가 존재하더라도 일정한 시간 내에 해법을 찾는 것이 가능하다. 그러므로 예측 알고리즘을 선택할 때 있어 피쳐의 개수에 따라 알맞은 것을 선택하여야 한다.